# San Giuseppe Jato
San Giuseppe Jato ist eine  italienische Gemeinde (comune) mit 8010 Einwohnern (Stand 31. Dezember 2023) der Metropolitanstadt Palermo in der Region Sizilien.

## Lage und Daten
San Giuseppe Jato liegt 32 km südwestlich von Palermo. Die Einwohner arbeiten hauptsächlich in der Landwirtschaft. Ortsteile (frazioni) sind Balistreri, Mortilli und die Neubaugebiete Traversa II, Traversa III. Die Gemeinde ist Mitglied in den folgenden Verbänden und Vereinigungen: Regione Agraria n. 5 - Colline interne - Colline di Monreale; Associazione Nazionale Città del Vino; Patto Territoriale Alto Belice Corleonese. Die Verbindung nach Palermo und Sciacca wird durch die SS 624 gewährleistet.
Die Nachbargemeinden sind Monreale und San Cipirello.

## Geschichte
Der heutige Ort wurde 1779 gegründet. Nach dem Erdrutsch von 1838 wurde südlich San Cipirello als Ausweichquartier für die Bewohner der zerstörten Ortsteile angelegt. 

## Söhne und Töchter der Stadt
- Giuseppe Insalaco (1941–1988), Politiker und Mafia-Gegner
- Giovanni Brusca (* 1957), Anführer der sizilianischen Mafia